# قسم سرفارياب الريفي (مقاطعة تشرام)
قسم سرفارياب الريفي (بالفارسية: دهستان سرفاریاب) هي منطقة ريفية تقع في Sarfaryab District في إيران. يقدر عدد سكانها بـ 7,032 نسمة .